# Skipper & Co.
Skipper & Co. er en dansk film fra 1974, skrevet og instrueret af Bjarne Henning-Jensen.

## Medvirkende
- Karl Stegger
- Lykke Nielsen
- Ebba With
- Edward Fleming
- Lisbet Lundquist